# Enformador
L'enformador és una eina manual usada per a llavorar o treballar la fusta usada per fusters, ebenistes, lutiers i gravadors.
A Catalunya rep el nom de puntacorrent quan té el tall esbiaixat, que vol dir, que forma un angle no recte amb la línia de la fulla i el mànec. Al País Valencià i a les Balears, l'enformador es diu també puntacorrent encara que tingui el tall perpendicular a la línia de la fulla i del mànec.
Consta de dues parts: una part d'acer trempat i un mànec.
La fulla d'acer és rectangular amb un bisell esmolat en un dels caps. L'altre cap s'acaba amb un nervi que serveix per a fixar la fulla al mànec.
Les dimensions de la fulla són variables com també les dimensions totals de l'eina. Un model típic fa uns 240 mm des del mànec fins a la punta. L'amplada pot variar entre 4 i 40 mm aproximadament.
El mànec pot ser de fusta (la de faig és molt usada) o de materials sintètics (termoplàstics o termoplàstics reforçats amb fibres). Els mànecs de fusta acostumen a portar una virolla metàl·lica per a reforçar el cap que ha de rebre els cops.

## Ús
Els enformadors són eines delicades que cal tractar amb cura. Serveixen per tallar. Una persona dretana agafarà l'enformador amb la mà esquerra pel mànec i picarà amb una maceta (de fusta o niló) per a tallar.

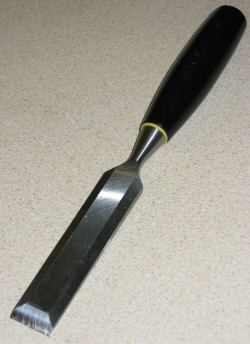
Enformador

## Esmolatge
Els enformadors s'esmolen amb mola i es repassa el tall amb una pedra d'oli. Respectant sempre un angle de tall correcte, anomenat toix.

## Fabricació dels enformadors
Tradicionalment els enformadors es fabricaven a mà. Primer forjant la fulla, després ajustant la forma, trempant, normalitzant i, finalment, esmolant l'eina per primer cop. Modernament els enformadors es fabriquen segons processos industrials semiautomàtics, amb poca intervenció manual.

## Badaine
Un badaine o una badaina (del francès bédane>bec d'ane, 'bec d'ànec') és un enformador reforçat, amb fulla més gruixuda i estreta, usat sempre picant-lo amb una maça.